# Edwin Porter Arrowsmith
Sir Edwin Porter Arrowsmith, KCMG (* 23. Mai 1909; † 10. Juli 1992) war ein britischer Kolonialadministrator, der unter anderem zwischen 1957 und 1964 Gouverneur der Falklandinseln war. Ihm zu Ehren wurde 1958 die Arrowsmith-Halbinsel auf der Antarktischen Halbinsel benannt.

## Leben
Edwin Porter Arrowsmith, Sohn von Edwin Arrowsmith und Kathleen Eggleston Porter, absolvierte nach dem Besuch des Cheltenham College ein Studium am Trinity College der University of Oxford und trat im Anschluss 1932 in den Dienst des Kolonialministeriums (Colonial Office). Er fand in folgenden Jahren zahlreiche Verwendungen im Kolonialverwaltungsdienst und wurde 1940 als Nachfolger von Hugh Charles Norwood Hill Kommissar der Turks- und Caicosinseln, die von 1874 bis 1959 Teil von Jamaika waren. Er verblieb auf diesem Posten bis 1946 und wurde daraufhin von Cyril Wool-Lewis abgelöst. Im Anschluss übernahm er 1946 als Nachfolger von James Scott Neill den Posten als Administrator von Dominica und behielt diese Funktion bis 1952, woraufhin Henry Laurence Lindo neuer Administrator wurde. Für seine Verdienste wurde er 1950 zum Companion des Order of St Michael and St George (CMG) ernannt.
1952 löste Arrowsmith Aubrey Denzil Forsyth-Thompson als Residierender Kommissar in der Kronkolonie Basutoland ab und behielt dieses Amt bis 1956, woraufhin Alan Chaplin sein dortiger Nachfolger wurde. Als Nachfolger von Sir Oswald Raynor Arthur übernahm er schließlich 1957 das Amt des Gouverneurs der Falklandinseln. Auf diesem Posten verblieb er bis 1964 und wurde daraufhin von Cosmo Haskard abgelöst. Für seine Verdienste wurde er am 13. Juni 1959 als Knight Commander des Order of St Michael and St George (KCMG) nobilitiert, wodurch er fortan den Namenszusatz „Sir“ trug. Während seiner Amtszeit wurde ihm zu Ehren wurde 1958 die Arrowsmith-Halbinsel auf der Antarktischen Halbinsel benannt. Darüber hinaus wurde die Forschungsstation Prospect Point auf der Welingrad-Halbinsel auf seinen Vorschlag benannt. Neben seiner Tätigkeit als Gouverneur der Falklandinseln war er von 1962 bis 1964 kraft Amtes auch erster Hochkommissar für das Britische Antarktis-Territorium und wurde auch in diesem Amt von Cosmo Haskard abgelöst. Aus seiner 1936 geschlossenen Ehe mit Clondagh Connor gingen zwei Töchter hervor.